# Ajoy Chakrabarty

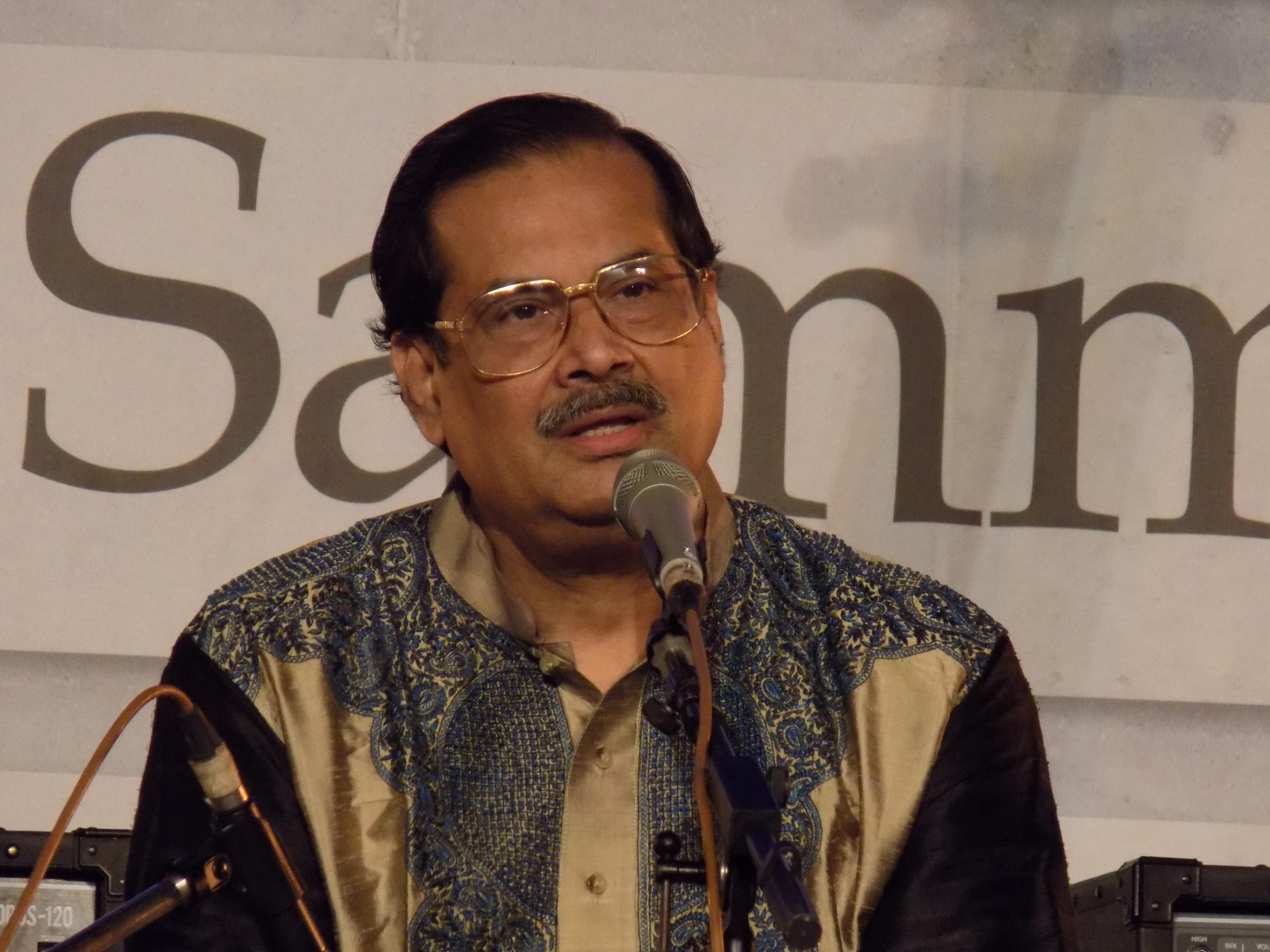
Ajoy Chakrabarty, 2015

Ajoy Chakrabarty (auch: Ajoy Chakraborty; bengalisch অজয় চক্রবর্তী Ajaẏ Cakrabartī; * 25. Dezember 1953 in Kalkutta) ist ein indischer klassischer Sänger.

## Leben
Chakrabarty erhielt den ersten Musikunterricht von seinem Vater Ajit Chakrabarty. Weitere Lehrer waren Pannalal Samanta, Kanai Das Bairagi und Jnan Prakash Ghosh. Ab 1969 war er Schüler von Munawar Ali Khan. Er wurde in der Tradition der Patiala Gharana ausgebildet, lernte aber auch von Vertretern anderer Gharanas wie Latafat Hussain Khan, Nibruttibua Sarnaik und Vidushi Hirabai Barodekar und von M. Balamuralikrishna, einem Vertreter der karnatischen Musik. An der Rabindra Bharati University in Kolkata erwarb er den Bachelor- und Mastergrad und setzte seine Ausbildung ab 1977 an der ITC Sangeet Research Academy fort, wo er später auch unterrichtete. 
Als Sänger beherrscht er vor allem die Gesangsstile Dhrupad, Tappa, Khyal und Thumri, ist aber auch auf dem Gebiet des Folk und der Filmmusik aktiv und singt in verschiedenen Sprachen wie Hindi, Urdu, Bengali, Tamil, Telegu, Persisch und auch Englisch. Er nimmt regelmäßig an den großen Musikfestivals in Indien teil und hatte bei Konzertreisen im Ausland Auftritte u. a. in der Carnegie Hall, im Lincoln Center und der New Orleans Jazz Preservation Hall (wobei er den Goldenen Schlüssel der Stadt New Orleans erhielt) sowie in Großbritannien in der Royal Albert Hall und der Queen Elizabeth Hall. Seine Diskographie umfasst mehr als 100 Alben bei Labels in Indien, den USA, Großbritannien, in den Niederlanden und Deutschland.
Für die Mitwirkung am bengalischen Film Chhandaneer wurde Chakrabarty 1989 mit dem President Award als bester männlicher Playbacksänger ausgezeichnet. 1993 erhielt er den Kumar Gandharva Samman, 1995 und 2000 den Bengal Film Journalists' Association Award, 1999 den Sangeet Natak Akademi Award für seinen Beitrag zur hindustanischen Vokalmusik und 2011 den Padma Shri. Auch seine Tochter Kaushiki Chakrabarty ist eine indische klassische Sängerin.